# Heterospilus alternicoloratus
Heterospilus alternicoloratus (лат.) — вид наездников рода Heterospilus из подсемейства Doryctinae семейства бракониды (Braconidae). Встречаются в Юго-Восточной Азии: эндемик южного Китая (провинция Хайнань). Название H. alternicoloratus происходит от латинского слова alternus, означающего «по очереди», и color, означающего «цвет».

## Описание
Мелкие перепончатокрылые насекомые, длина тела около 3 мм (переднее крыло около 2,5 мм). Основная окраска коричневато-жёлтая. Мезосома почти коричневато-жёлтая, проподеум тёмный. Метасома почти коричневато-жёлтая, первый-четвёртый тергиты тёмные. Антенны коричневато-жёлтые до чёрных, два базальных сегмента коричневато-жёлтые. Щупики бледно-жёлтые. Ноги коричневато-жёлтые, все тазики и вертлуги бледно-жёлтые. Ножны яйцеклада темно-коричневые. Крылья слабо инфускатные. Птеростигма тёмно-коричневая, бледная базально и апикально. Усики нитевидные с более чем 14 члениками. Предположительно, как и другие виды рода Heterospilus, паразитируют на жуках или бабочках. Вид был впервые описан в 2013 году китайскими и российским гименоптерологами Pu Tang (State Key Laboratory of Rice Biology and Ministry of Agriculture Key Laboratory of Agricultural Entomology, Institute of Insect Sciences, Чжэцзянский университет, Ханчжоу, КНР), С. А. Белокобыльским (ЗИН РАН, Санкт-Петербург), Jun-Hua He, Xue-Xin Chen. От близкого вида Heterospilus tulyensisi отличается тем, что мезоскутум полностью в густых волосках, мезоскутум плотно полосато-ругулированный с плотной и мелкой грануляцией, базолатеральные участки проподеума полностью морщинистая, первый и второй метасомальные тергиты длиннее, антенны с одним бледным апикальным сегментом, птеростигма тёмно-коричневая и бледная базально и апикально.